# Universitatea Stanford
Universitatea Stanford (denumirea oficială în engleză Leland Stanford Junior University) este o universitate privată din California, Statele Unite, fondată de Leland Stanford în memoria fiului său,  Leland Stanford Junior, care este astăzi considerată a fi una dintre cele mai prestigioase din lume. Universitatea Stanford se află pe locul doi în topul celor mai performante universități din lume, atât în studiile publicate în jurnalul Times Higher Education, cât și în topul publicat de Shanghai Jiao Tong University.
Deși numele complet și corect al universității este Leland Stanford Junior University, acesta este rar folosit, obișnuindu-se a se referi la această universitate ca Stanford University, sau, de multe ori, doar Stanford. Universitatea, ale cărui cursuri s-au deschis prima oară la 1 octombrie 1891, este situată în Stanford, California, la aproximativ 56 km sud-est de orașul San Francisco.

## Informații generale
Diviziunea administrativă Stanford este situată în apropierea orașului Palo Alto. Universitatea se află la aproximativ 60 de kilometri sud-est de San Francisco și 32 kilometri nord-vest de San Jose. 
Universitatea Stanford are aproximativ 6.700 de studenți înscriși la studii la nivel de licență și aproximativ 8.000 de studenți la studii de masterat și doctorat, respectiv aproximativ 1.700 de profesori, cercetători și lectori. 
Începând cu anul 1952, mai mult de 54 dintre angajații sau absolvenții universității Stanford au câștigat premiul Nobel, incluzând 19 membri actuali ai universității. Stanford este și universitatea cu mai mare număr de laureați ai  premiului Turing (numit și premiul Nobel în Informatică). Stanford este alma mater a 30 de miliardari, 17 astronauți , precum și una dintre principalele universități la care au studiat membrii  Congresului Statelor Unite. Studenții și absolvenții universității Stanford au fondat companii importante precum Google, Hewlett-Packerd, Nike, Sun Microsystems și Yahoo! și companiile fondate de absolvenții Stanford generează un venit mai mare de 2,7 trilioane de USD anual, echivalent cu a zecea cea mai mare putere economică a lumii. Stanford găzduiește de asemenea lucrările originale ale lui  Martin Luther King Jr.
Atleții universității Stanford au câștigat medalii în fiecare olimpiadă începând cu anul 1912, câștigând în total 244 de medalii, dintre care 129 de aur. La  Jocurile Olimpice de la Beijing  din 2008 Stanford a câștigat mai multe medalii decât oricare altă universitate din SUA. Judecând după numărul total de medalii câștigate, Stanford s-ar fi aflat pe locul 11 în lume, la egalitate cu Japonia.

## Cursuri de vară
Universitatea Stanford organizează în fiecare vară în lunile iunie și august cursul de microbiologie Hopkins Microbiology Course, care are loc în centrul de cercetare al vieții marine Hopkins Marine Station din Pacific Grove, California. La curs participă maxim 16 studenți doctoranzi sau studenți cu burse post-doctorale, selecționați din toată lumea. Cursul este finanțat de Universitatea Stanford.

## Legături externe

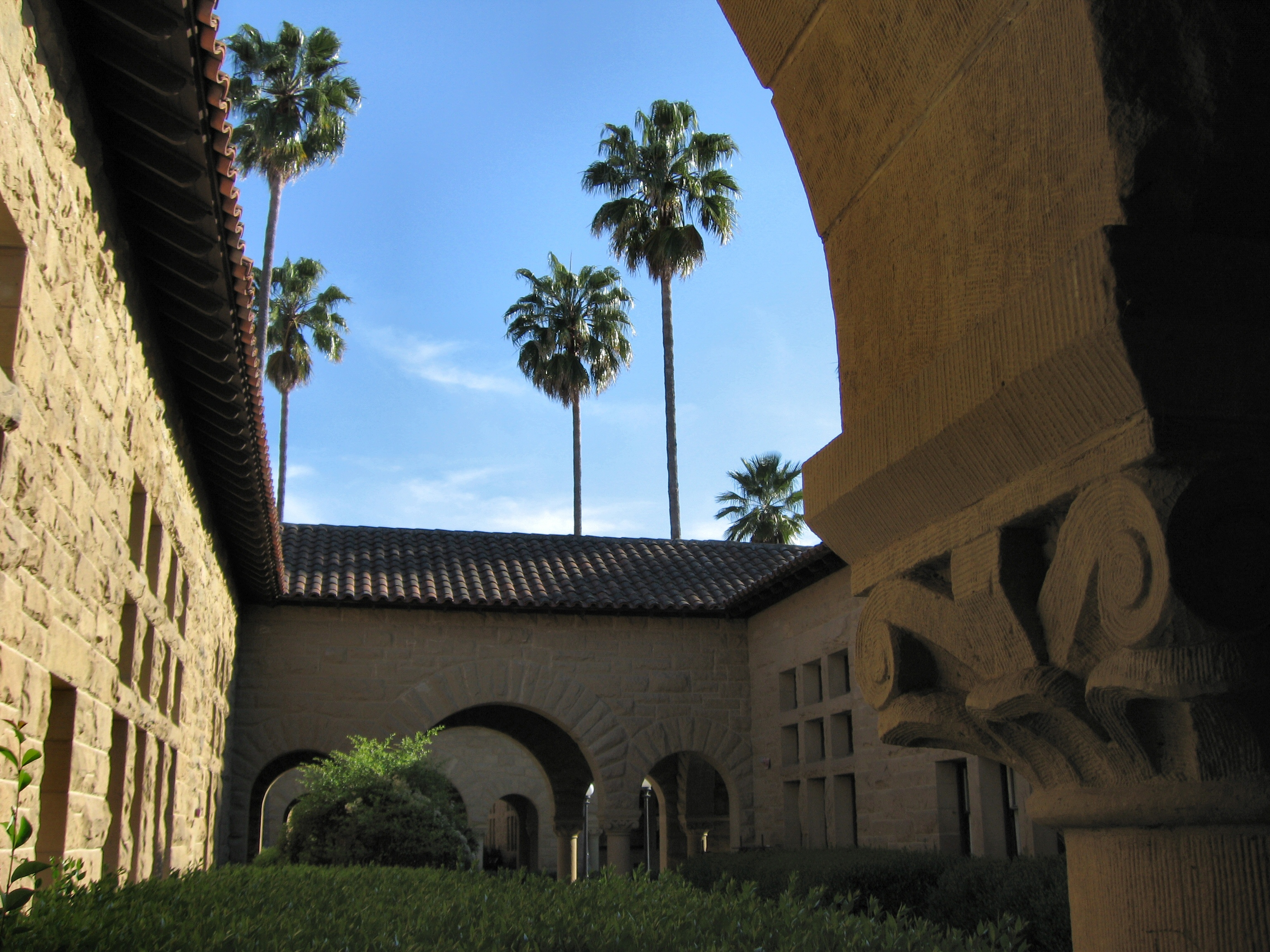
Universitatea Stanford